# Pseudophryne guentheri
Pseudophryne guentheri és una espècie de granota que viu a Austràlia.